# Zijdeharige muisgoffer
De zijdeharige muisgoffer (Perognathus flavus)  is een zoogdier uit de familie van de wangzakmuizen (Heteromyidae). De wetenschappelijke naam van de soort werd voor het eerst geldig gepubliceerd door Baird in 1855.

## Voorkomen
De soort komt voor in Mexico en de Verenigde Staten.